# Indecente
Indecente è un singolo della cantante brasiliana Anitta, pubblicato il 26 marzo 2018.

## Pubblicazione
Il 20 marzo 2018 la cantante ha annunciato, attraverso un video senza suoni pubblicato tramite i suoi social media, che il brano sarebbe uscito il 26 marzo 2018. Tuttavia il titolo è stato rivelato dalla Warner Music Latin.

## Video musicale
Il video musicale, diretto da Bruno Ilogti, è stato reso disponibile il 26 marzo 2018 in concomitanza con l'uscita del singolo.

## Tracce
Testi e musiche di Larissa Machado, DJ Yuri Martins, Bigram John Zayas, Fuego, Luyo e Justin Quiles.
1. Indecente – 3:25

## Classifiche

### Classifiche settimanali
| Classifica (2018) | Posizione massima |
| ----------------- | ----------------- |
| Brasile           | 41                |
| Portogallo        | 58                |

### Classifiche di fine anno
| Classifica (2018) | Posizione |
| ----------------- | --------- |
| Brasile           | 37        |